# Martín de Redín
Martín de Redín y Cruzat (Pamplona, 23 de octubre de 1590 - La Valeta, Malta, 6 de febrero de 1660) fue un militar y político español que llegó a ser Gran maestre de la Orden de Malta.

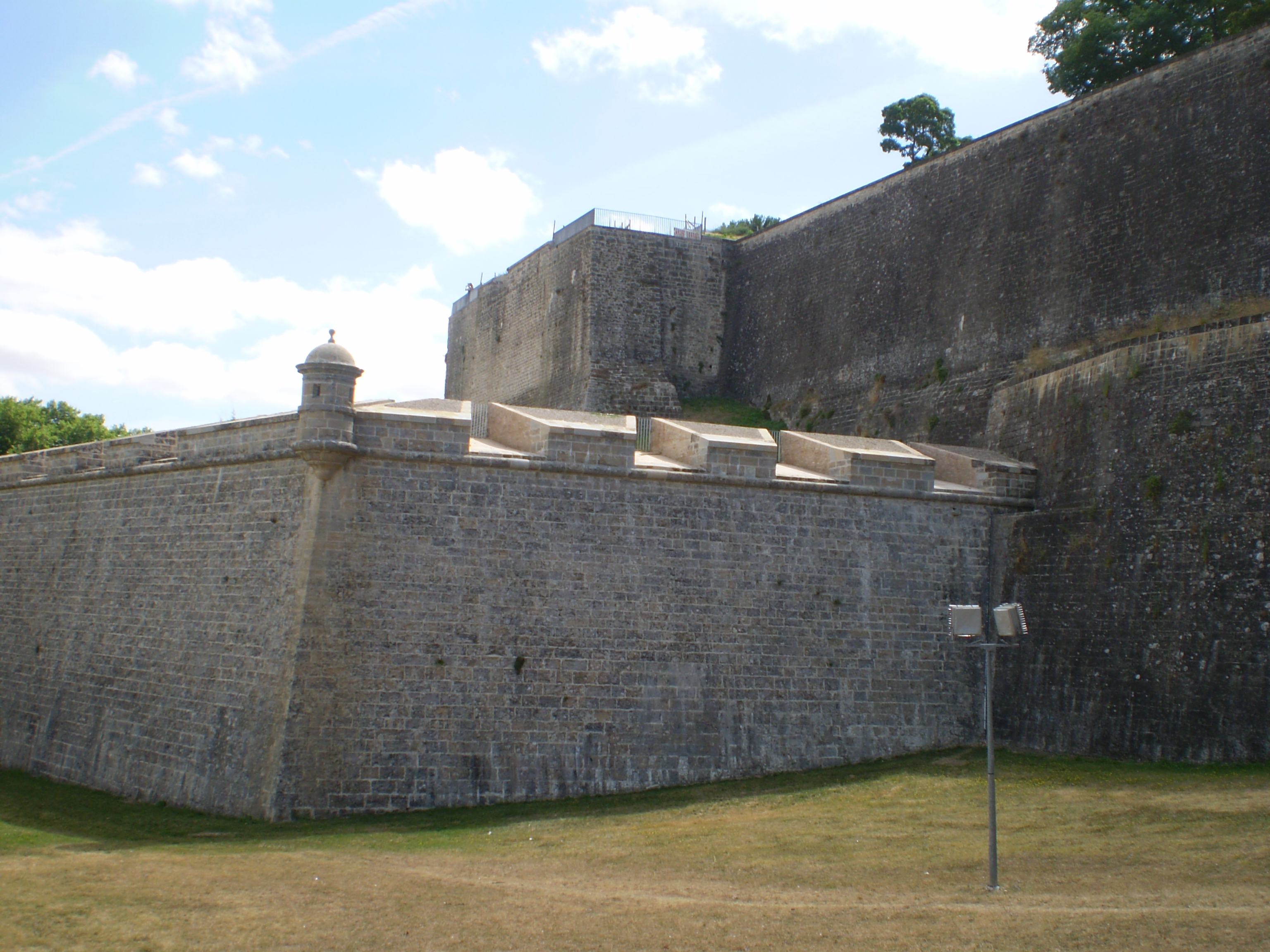
Baluarte de Redín en Pamplona.

## Biografía

### Familia
Tercer hijo varón, de nueve, de Carlos de Redín, señor de la casa de Redín y barón de Bigüezal, casado en 1582 con Isabel de Cruzat Esparza y Artieda.
Nacido en el Palacio de Cruzat, residencia familiar que actualmente es el n.º 37 de la calle Mayor de Pamplona, dedicado a conservatorio de música. Fueron hermanos varones suyos, por tanto, Juan (n. 1584), Miguel (n. 1588), Carlos (n. 1595), que heredó en 1625 el título del padre como barón, y Tiburcio (n. 1597).
El padre era procedente de una casa de nobleza media, poseedora de un “palacio de cabo de armería” en la localidad de Redín (valle de Lizoáin, merindad de Sangüesa), que durante las guerras de civiles en la Navarra del siglo XV significó su filiación agramontesa. Con todo, Carlos de Redín hizo carrera militar al servicio de Felipe II y sirvió en Flandes e Italia, y participó en la batalla de Lepanto a las órdenes de Álvaro de Bazán. Además consta haber sido consejero de Virreyes de Navarra

Las llamadas Torres de Redín

### Formación
Martín de Redín estudió humanidades y filosofía en el Colegio de los jesuitas de Pamplona, fundado en 1580, al igual que su hermano Miguel, dos años mayor que él.
En 1609, profesó como caballero de la Orden de Malta, probablemente ayudado por sus parientes maternos Luis Cruzat y Miguel Cruzat, que se sucedieron en el cargo de gran prior del Reino de Navarra: de 1570 a 1591 el primero, y de 1591 a 1602, el segundo. Los caballeros hospitalarios tenían una antigua y amplia implantación en Navarra, que proporcionó a la orden un elevado número de miembros, superior en proporción al de otras órdenes militares castellanas.

### Carrera militar
Estuvo mucho tiempo bajo el mando de Benito Antonio Spínola y Mora, marqués de Spínola durante varias campañas como la realizada en la guerra de la Valtelina durante la guerra de los Treinta Años. En 1620 los valtelineses, mayoritariamente católicos, se rebelaron contra la ocupación de los grisones con el apoyo del gobernador español de Milán Gómez IV Suárez de Figueroa y Córdoba, y tras esta rebelión, españoles, franceses, suizos y alemanes se disputaron el control del valle. El Imperio español la utilizó como paso de los tercios desde sus territorios italianos hasta los Países Bajos españoles, en el denominado Camino español. El territorio fue "definitivamente" cedido a los grisones en 1639 con la única condición de que se respetara en este valle la práctica de la religión católica.
En 1631 fue nombrado Gran Prior de los sanjuanistas de Navarra incluyendo el señorío de las villas de Fustiñana, Cabanillas y Ribaforada y las encomiendas de Calchetas y Leache. Permaneció en el cargo hasta 1652. Por su cargo tiene derecho a asiento en las Cortes de Navarra siendo elegido en 1646 diputado permanente. 
Durante su permanencia en Pamplona realizó las obras de construcción y fortificación de sus murallas en la zona norte, próximas a la catedral, en la zona que se conoce con el nombre de "El Redín".
En 1638 participa en el Sitio de Fuenterrabía encargando posteriormente a José Moret, considerado primer cronista de Navarra, la redacción de la obra De obsidione Fontirrabiae que fue impresa en Lyon en 1655. El objetivo de este encargo era apoyar su hoja de méritos en sus futuras aspiraciones.
En 1641 estuvo presente en el Sitio de Olivenza, en Portugal, en los albores de la independencia de Portugal, y acompañó igualmente a dos tercios navarros a la frontera de Cataluña.
Miembro de la Orden de Malta, fue maestre de campo en Navarra y Cataluña. Nombrado gran prior de Navarra en 1641, se le designó virrey de Sicilia en 1656. Con el apoyo de la diplomacia española fue elegido gran maestre de la Orden, a pesar de la oposición del inquisidor de Malta, adepto al candidato francés.
En 1646 como gran prior de Navarra, las Cortes de Navarra, como miembro del brazo eclesiástico, lo nombran de su Diputación permanente.

Escudo de armas de Pembroke (Malta) donde quedan reflejadas las trece torres de Redín levantadas a lo largo del litoral maltés.

### Gran maestre de la Orden de Malta
Dirigió la Orden desde el 17 de agosto de 1657 hasta el 6 de febrero de 1660. A pesar de su breve mandato, durante su reinado, la isla de Malta se benefició considerablemente. Así creó un cuerpo de 4000 mosqueteros y ordenó la construcción de 13 torres de vigilancia llamadas aún hoy día como torres de Redín. 
También acometió la fortificación de la isla, pagando a su costa los soldados que atendían los fuertes. Por su conexión con el Virreinato de Sicilia, obtuvo víveres y alimentos para alimentar a los malteses, que tenían necesidad en esa época.